# Morlacs
Morlacs o mavromorlacs o valacs negres és el nom donats als aromanesos a Croàcia. Els morlacs són els descendents dels colons llatins de la ruta entre Roma i l'Imperi Romà d'Orient que no foren eslavitzats i que es van barrejar amb emigrants llatinitzats procedents de Mèsia i Dardània, que van establir-se a la costa de Dalmàcia. Un grup va arribar fins a Ístria però barrejat als uskoks (eslaus llatinitzats) i a grups llatins locals que conservaven el seu propi dialecte, va donar origen a un altre grup aromanès, els istroromans.
Els morlacs tenen el seu centre a Carlopago (Karlobeg), però poblaven algunes viles entre la costa de Montenegro fins a Fiume (Rijeka), especialment les muntanyes Velebit (Morlàquia - Morlachia- pels venecians). A la I Guerra Mundial els turcs van finançar un moviment morlac de poca importància, dirigit contra els italians que llavors dominaven Dalmàcia, i que van tenir fins i tot una bandera representativa verda amb una franja diagonal descendent vermella partida al mig per un tros blanc amb mitja lluna i estel vermells. Després de la guerra van emigrar en gran part a Romania, i altres es van barrejar amb els istroromanesos de Senj. Al cens croata de 1991 només 22 persones es van declarar morlacs.